# البعث الرياضي بالرقاب
البعث الرياضي بالرقاب هو فريق كرة قدم تونسي من مدينة رقاب تاسس 1963. نشط في موسم 2011-2012 في الرابطة التونسية الثالثة لكرة القدم بمجموعة الجنوب.البعث الرياضي بالرقاب في بطولة الرابطة الثالثة مجموعة الجنوب و كانت الاوفر حظا للصعود إلى الرابطة المحترفة الثانية خلال الموسم الرياضي 2012/2013.

## وصلات خارجية
- الموقع الرسمي للجامعة التونسية لكرة القدم